# Cuenca del Orinoco
La cuenca del Orinoco es la parte de América del Sur drenada por el río Orinoco y sus afluentes. La cuenca hidrográfica del Orinoco cubre un área de unos 989 000 km², lo que la convierte en la tercera mayor de América del Sur, y abarca la mayor parte del territorio venezolano y la Región de la Orinoquía en el Oriente de Colombia.
El Orinoco es uno de los ríos más importantes del mundo por su longitud y caudal (2140 km y algo más de 30 000 m³/s), la extensión de su cuenca (un millón de km²) y, especialmente, por su importancia histórica y económica y el significado que ha tenido para Venezuela, país en el que se extiende la mayor parte de su cuenca, con casi las dos terceras partes de la misma. Probablemente es el río más caudaloso del mundo con relación a su cuenca, similar en extensión a la del Danubio, pero con un caudal que quintuplica al de este último. En cifras absolutas es el tercer río más grande del mundo por su caudal, después del Amazonas y del Congo y muy superior al caudal de otros ríos mucho más largos y de cuenca más extensa.

No creo que se sepa en el mundo de río tan grande y tan fondo
Cristóbal Colón (1498). Carta de relación del tercer viaje.

## Geografía física
La cuenca del río Orinoco sintetiza las tres grandes formas de relieve que existen en la naturaleza: macizos antiguos y escudos por un lado, cordilleras de levantamiento reciente (es decir, del Terciario) por el otro, y depresiones tectónicas y cuencas o llanuras de acumulación, en tercer lugar. Cada una de estas formas del relieve tiene sus características propias, pero también sus semejanzas con regiones naturales similares de otras partes del mundo. Para un país cualquiera, en especial en la zona intertropical, representa una gran ventaja ecológica y económica tener representadas en su territorio estas tres formas del relieve. En toda América, solo Canadá y los Estados Unidos además de Venezuela y Colombia, que en su territorio tiene una parte reducida del escudo guayanés, presentan una disposición geológica similar.
Para definir la cuenca del Orinoco como una región natural, es necesario establecer las características geográficas que la definen, como son la extensión, el relieve, el clima, la hidrografía, la vegetación, los suelos, y los recursos minerales, temas que se presentan a continuación, de manera resumida.

### Extensión
La cuenca del Orinoco tiene una superficie de casi 989 000 km², de los que 643 480 km², es decir, algo más del 65 %, quedan en territorio venezolano, mientras que el 35 % restante queda en territorio colombiano, en los Llanos colombianos y la vertiente oriental de la cordillera Oriental de Colombia, un tramo de la gran cordillera de los Andes. Esta región colombiana recibe el nombre de Orinoquía. De la parte localizada en Venezuela, algo más de la mitad se extiende desde los Andes venezolanos y la cordillera de la Costa hasta la ribera noroccidental del propio río Orinoco (la margen izquierda), formando la mayor parte de los llanos venezolanos y el delta del Orinoco. La parte sur de la cuenca recoge la mayor parte de las aguas que proceden de la Guayana venezolana.

### Relieve

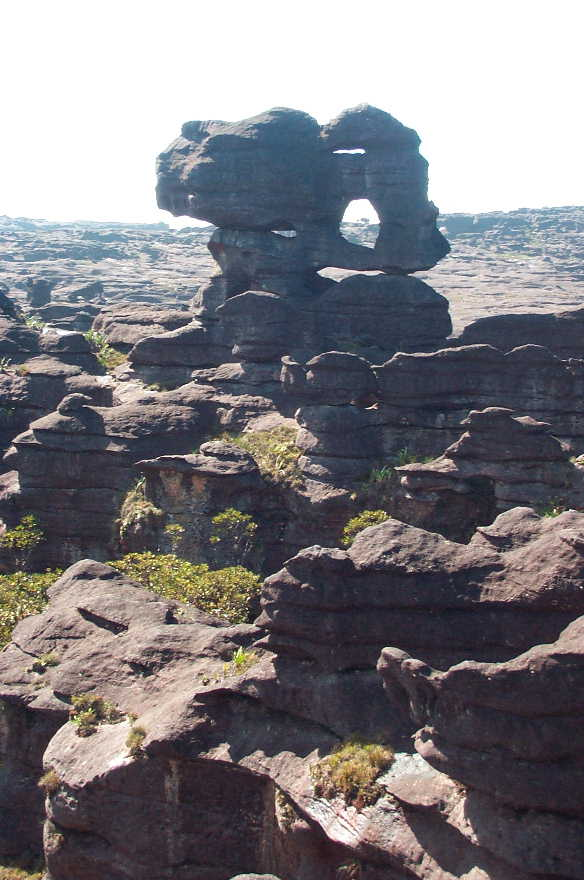
La cima del Roraima, el tepuy más elevado de la Guayana venezolana. Las curiosas formas han sido producidas por la erosión.

Las fuentes del Orinoco se encuentran en el cerro Carlos Delgado Chalbaud, a 1047 m s. n. m., descubierto en 1951 por la expedición franco-venezolana que remontó y exploró el curso superior del Orinoco hasta la Sierra Parima, encabezada por el oficial del ejército venezolano Frank Risquez Iribarren. La primera referencia a esta expedición fue la de Alberto Contramaestre Torres en 1954. Y existen otras referencias a dicha expedición, por ejemplo, la de Pablo J. Anduce. Desde el nacimiento del Orinoco al pie del cerro Delgado Chalbaud (2°19′5″07 de latitud norte, 63°21′42″63 de longitud oeste y 1047.35 m de altitud) hasta su desembocadura en el océano Atlántico, el Orinoco describe un gran arco y su cuenca se extiende como un abanico, razón por la cual la parte noroccidental de la cuenca es algo más extensa que la sudoriental. Como ya se ha indicado, las dos subregiones de la cuenca tienen caracteres bastante distintos, debido a las diferencias en cuanto a su constitución geológica. La máxima altura de la cuenca se encuentra en la Sierra Nevada del Cocuy, en Colombia (más de 5000 m s. n. m.), la cual forma parte de la Cordillera Oriental de los Andes de Colombia.
El borde noroeste de la cuenca estaría formado por las vertientes andinas colombo-venezolanas y las laderas meridionales de otros relieves montañosos del norte de Venezuela, mientras que el borde meridional de la cuenca estaría marcado, en su mayor parte, por la divisoria de aguas entre el Orinoco y el Amazonas, la cual está ubicada sobre el macizo Guayanés. Entre ambos bordes se extienden la Guayana venezolana en la margen derecha del Orinoco y los Llanos, tanto colombianos como venezolanos, en la margen izquierda. Como vemos, el propio río Orinoco marca nítidamente el límite natural entre estas dos regiones; podría decirse que el Orinoco es una de las fronteras naturales más notables que existen en el mundo, aunque este hecho tiene una sencilla explicación: los ríos llaneros tienen una pendiente escasa y han ido construyendo durante millones de años una llanura de acumulación con los sedimentos que acarrean desde las cordilleras donde nacen. Y son estos sedimentos los que empujan el cauce del Orinoco contra el propio escudo guayanés, hasta el punto de que en la mayor parte de su recorrido, el cauce se encuentra cabalgando sobre las rocas del mismo escudo, como se puede ver en la Piedra del Medio frente a Ciudad Bolívar (antes Angostura). El antiguo nombre de Ciudad Bolívar, Angostura del Orinoco obedece al hecho de que las rocas del Escudo son muy resistentes a la erosión y presentaron en ese punto, un estrechamiento de unos 800 m de anchura que dio origen a una especie de represamiento durante, probablemente, millones de años, hasta que el río fue excavando gradualmente el cauce sobre las rocas graníticas.

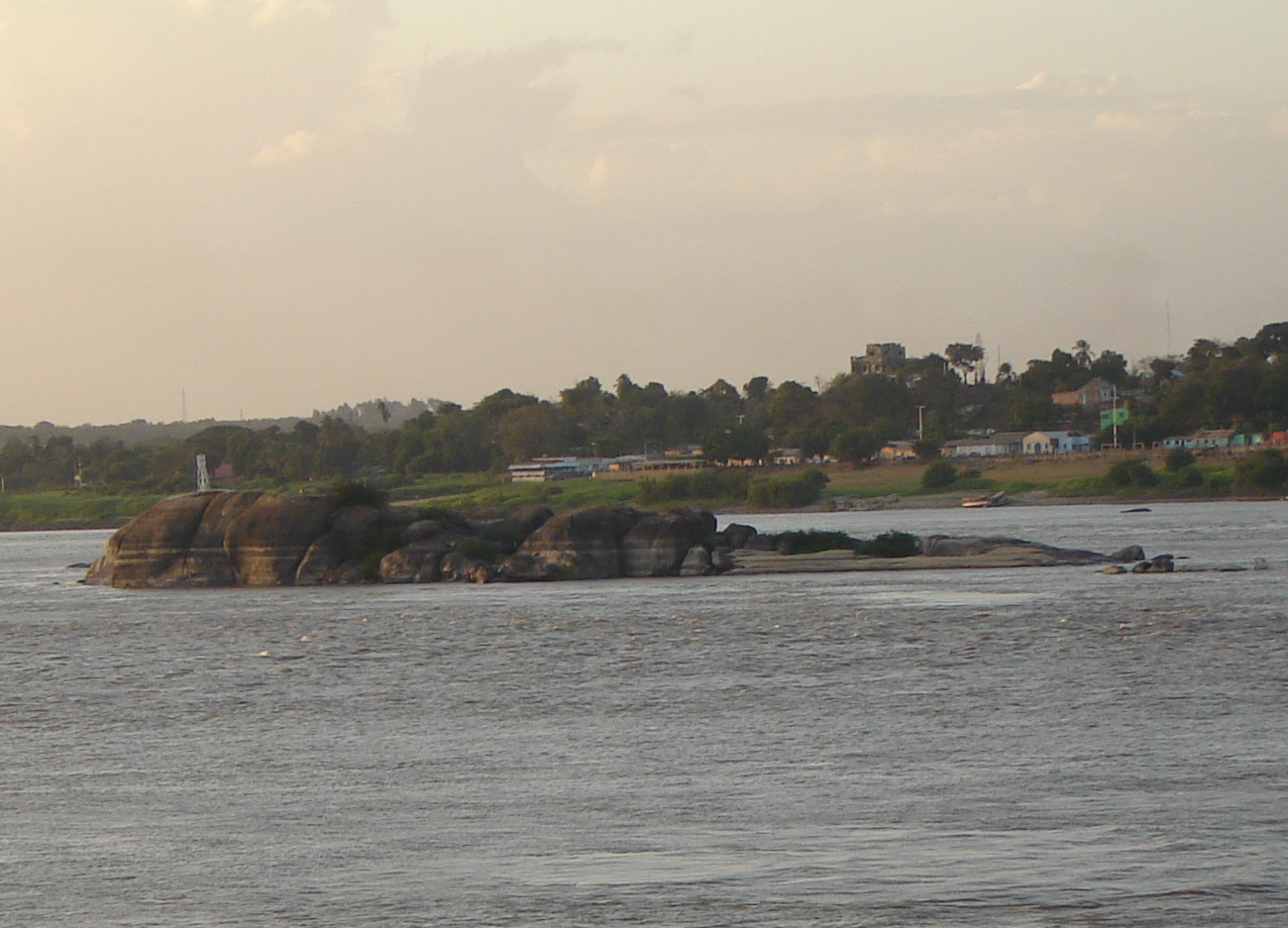
La Piedra del Medio, ubicada frente a Ciudad Bolívar constituye una especie de nilómetro u orinocómetro en este caso, en el que las líneas de distinta coloración nos indican los sucesivos niveles alcanzados por el agua. Siendo las rocas de la isla muy resistentes a la erosión, las marcas en la misma están formadas por el descenso del nivel del río con la erosión del fondo.

Así pues, la Guayana venezolana constituye, al contrario que los Llanos, una superficie de erosión. De la combinación de estas dos fuerzas que modifican el relieve, una constructiva, la sedimentación y otra destructiva, la erosión, surge la situación actual en la que el río marca aproximadamente el límite entre las dos regiones. Como se deduce de lo dicho arriba, este límite presenta excepciones ya que, en algunos trechos pueden verse cerros redondeados de origen granítico (y que, por lo tanto, son relieves guayaneses) en la margen izquierda del Orinoco, es decir, en el borde de los Llanos. En la Piedra del Medio pueden verse los distintos niveles alcanzados por las aguas del río, expresados en la distinta coloración del granito, lo cual explica el valor de esta isla granítica como "nilómetro", según expresión del propio Alexander von Humboldt. Estas líneas de coloración distinta no deben interpretarse como una disminución del caudal del río a lo largo del tiempo geológico, sino como descenso del nivel del río con el transporte de sedimentos del fondo hacia el mar: recordemos que el delta del río (casi 40 000 km²) se construyó con dichos sedimentos, mientras que las rocas graníticas (como la propia Piedra del Medio) han sido mucho más resistentes a la erosión.
Por su parte, las areniscas de la Guayana venezolana (de la Formación Roraima) se han venido transformando en arena por la erosión que, aunque nunca fue muy intensa por la extraordinaria resistencia de las rocas, sí ha sido muy duradera (más de 1000 millones de años), por lo cual la cobertura sedimentaria ha venido transformándose en un relieve invertido que forma los tepuyes. Más aún, de no ser por el hecho de que el Macizo Guayanés ha venido sufriendo un lento y largo movimiento de ascenso, en la época actual ya se habría convertido en una penillanura en la que casi toda la cobertura sedimentaria de areniscas habría desaparecido. Las arenas procedentes de este proceso erosivo han venido depositándose en la margen izquierda del río, sobre todo en los Llanos Bajos del estado Apure, entre los ríos Meta y el propio Apure. No se depositaron en la orilla derecha porque allí el relieve es más alto. Y estas arenas podrían convertirse a lo largo de millones de años en estratos de areniscas que también podrían llegar a convertirse al elevarse y rejuvenecerse el relieve en mesetas similares a las que ahora existen en Guayana. Sería así una especie de ejemplo de la teoría del ciclo geográfico.
A su vez, estas arenas han venido a crear un ecosistema único en el mundo: un extenso campo de dunas (ocupa unos 30.000 km²) que tiene la particularidad de que no se trata de un clima desértico sino de un clima de sabana en un paisaje de pastos naturales que se alternan con algunas selvas de galería, ríos caudalosos y médanos de más de 100 km de longitud y hasta 20 m de altura. Algunos de estos médanos son utilizados por los llaneros para establecer en ellos las queseras, con lo que, además de procesar parte de la leche, se va preparando a un grupo de reses para que vayan al frente de la manada (lo que en los Llanos se denomina la madrina del rebaño). También sirven para que el ganado se refugie de las inundaciones. Así pues, este ecosistema tan curioso y pintoresco, es el resultado del modelado eólico en un clima de sabana. No se trata, como se señala en el Atlas de Venezuela. Una imagen espacial, conocido también como el Atlas de PDVSA, de un ecosistema de paleodunas formado en un ambiente con un clima mucho más seco que el actual, sino de un mecanismo de formación de dunas que actúa solo durante la época de sequía ya que, al bajar el nivel de las aguas del Orinoco por el estiaje de los ríos, especialmente de los que proceden de los Llanos, se quedan unas extensas playas de arena muy fina, que los vientos alisios muy pronto van trasladando hacia el sureste formando lo que ahora constituye el Parque nacional Santos Luzardo, nombre tomado de uno de los personajes principales de la novela de Doña Bárbara, de Rómulo Gallegos. Una parte de este paisaje se puede ver en las imágenes satelitales de WikiMapia.
La dirección de los vientos durante la época de sequía (del verano como se dice en los Llanos) resulta, en promedio, muy constante y con una considerable velocidad, desde el noreste al suroeste, como se puede ver en la dirección de los médanos alargados en las imágenes de satélite. Esta dirección puede variar durante breve tiempo pero a largo plazo se mantiene de manera exacta en dicho sentido. En la época de lluvias (o invierno) la dirección cambia ligeramente, y procede prácticamente desde el este franco. Pero no es este el cambio más notable, sino la disminución de su velocidad. Ello se debe a la mayor humedad que traen los alisios y a la convección consiguiente: a medida que avanzan los vientos húmedos sobre la sabana van aumentando de temperatura por el calor del suelo debido a la radiación solar. A su vez, este calentamiento da origen al ascenso del aire húmedo (precisamente, lo que conocemos como convección) y este ascenso da origen, a su vez, a una disminución de la velocidad de los vientos y al aumento de las precipitaciones. De manera que el mecanismo de los vientos y el de la acumulación de las arenas procedentes del Macizo Guayanés resultan casi opuestos y esta oposición ha sido favorable para el establecimiento de las actividades agropecuarias en los Llanos: los médanos pueden llegar a cubrirse de vegetación y servir de base para el establecimiento de viviendas, hatos y vías de comunicación, y este proceso se hace más notorio hacia el oeste, no solo por la disminución de la velocidad de los vientos a medida que avanzan en esa dirección sino también porque las arenas que forman dichos médanos proceden de las playas del Orinoco y el transporte de las mismas disminuye al descender la velocidad del viento. Fernando Calzadilla Valdés explica todo este proceso en la parte central del Estado Apure, donde comienza lo que él señala como el Alto Llano, aunque este concepto no se establece con un nivel determinado que en todo el Apure es muy bajo hasta llegar al verdadero piedemonte de los Andes (establecido modernamente, este sí, en la curva de nivel de los 200 m s. n. m.).

### Clima

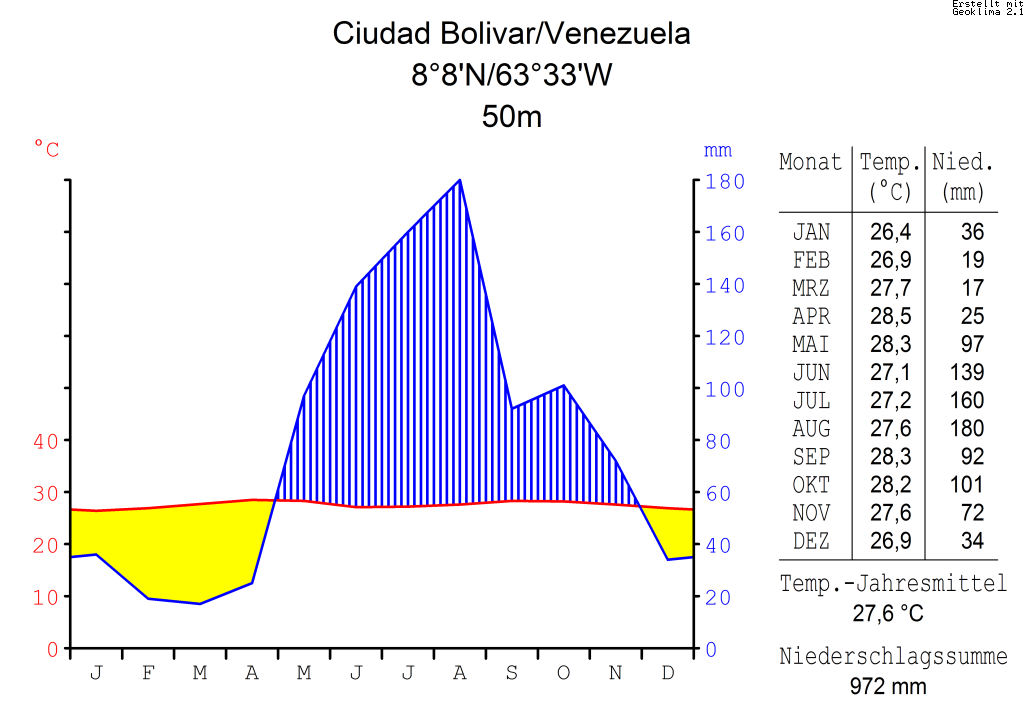
Climograma de Ciudad Bolívar. Las lluvias se indican en mm y las temperaturas en °C.

En toda la extensión de la cuenca del Orinoco los climas son isotermos, es decir, climas con escasas variaciones de temperatura a lo largo del año (la diferencia entre la temperatura media de los meses más y menos cálidos es de apenas 3 °C), como corresponde a la zona intertropical. Se distinguen de manera bastante nítida cinco grandes tipos de clima en las zonas bajas (hasta los 800 m s. n. m. aproximadamente, según las consideraciones de Antonio W. Goldbrunner) que son el clima de selva (Af en la clasificación de Köppen), el de sabana (Aw en la misma clasificación climática), el semidesértico y el desértico propiamente dicho. Está en discusión si existe en la cuenca del Orinoco un clima monzónico (según la nomenclatura de Köppen), que vendría a ser el quinto tipo de clima. En todo caso, la existencia de este clima se reduciría a la costa atlántica del delta del Orinoco, donde actúa la influencia de la corriente ecuatorial del norte (que aquí es prácticamente una corriente de deriva litoral) para hacer que las lluvias sean mucho más importantes en toda la costa común a las Guayanas y a Venezuela, pero que disminuyen bruscamente en Venezuela al avanzar tierra adentro. En las altitudes mayores se pueden distinguir cuatro o cinco pisos térmicos, climáticos, bióticos o ecológicos según criterios usados por distintos autores y el interés de los mismos en cuanto a su campo de investigación. Las temperaturas tienen una amplitud anual muy escasa (unos 3 °C o menos), aunque su amplitud diaria es mucho mayor y ronda en torno a los 10 °C. Las precipitaciones son elevadas, especialmente en la Guayana venezolana, donde se llega a unos valores muy altos (4000 mm o más) en algunas zonas bastante extensas. En Los Llanos, la pluviosidad es bastante menor (1500 a 2000 mm, con una elevación de este monto hacia el piedemonte de los Andes) y da origen a la presencia de una vegetación de sabana, con selvas de galería junto a los ríos, y en el piedemonte andino, bosques tropófilos, los cuales pierden gran parte de sus hojas durante la estación de sequía. En el gráfico climático de Ciudad Bolívar pueden verse el comportamiento de las lluvias (línea azul) y el de las temperaturas (línea roja). El sombreado en amarillo indica la estación o época de sequía (déficit de precipitaciones, según el índice xerotérmico de Gaussen). Sin embargo, el clima de Ciudad Bolívar no es representativo de toda la cuenca del Orinoco, sino que más bien constituye una anomalía, en el sentido de que, por razones de su ubicación con respecto a los vientos dominantes (por la acción de las montañas del noreste de Venezuela y de las mesetas del sureste) y el encontrarse esta ciudad algo alejada del mar (la influencia de la pluviosidad de la corriente de deriva litoral en las costas atlánticas venezolanas), las precipitaciones son bastante menores que lo que deberían ser.

#### Datos climáticos de Santa Elena de Uairén
- Datos climáticos de Santa Elena de Uairén (Estado Bolívar):
  - Localización: latitud 4°36′ N, longitud 61°6′ O, altitud, 910 m s. n. m.
  - Temperaturas: enero (21,6 °C), febrero (22 °C), marzo (22,5 °C), abril (22,3 °C), mayo (22 °C), junio (21,5 °C), julio (21,5 °C), agosto (21,5 °C), septiembre (22 °C), octubre (22,1 °C), noviembre (22 °C), diciembre (21,8 °C). Temperatura media anual: 21,8 °C.
  - Precipitaciones: enero (72 mm), febrero (83 mm), marzo (92 mm), abril (134 mm), mayo (248 mm), junio (251 mm), julio (219 mm), agosto (171 mm), septiembre (116 mm), octubre (102 mm), noviembre (119 mm), diciembre (132 mm). Monto pluviométrico anual: 1739 mm

#### Datos climáticos de San Carlos de Río Negro
- Datos climáticos de San Carlos de Río Negro, estado Amazonas, en la Guayana venezolana, con clima Af en la tipología climática de Köppen.
  - Localización: latitud 1°55′ N; longitud: 68°36′ O. Altitud: 110 m s. n. m.
  - Temperaturas medias en grados C: enero (26,3°), febrero (26,3), marzo (26,5), abril (25,9), mayo (25,6), junio (25,7), julio (25,4), agosto (25,9), septiembre (26,6), octubre (26,7), noviembre (26,7), diciembre (26,2). Temperatura media anual: 26,2.
  - Montos pluviométricos en mm: enero (222 mm), febrero (229 mm), marzo (206 mm), abril (395 mm), mayo (381 mm), junio (390 mm), julio (330 mm), agosto (328 mm), septiembre (249 mm), octubre (257 mm), noviembre (314 mm), diciembre (220 mm). Monto pluviométrico anual: 3521 mm

### Hidrografía

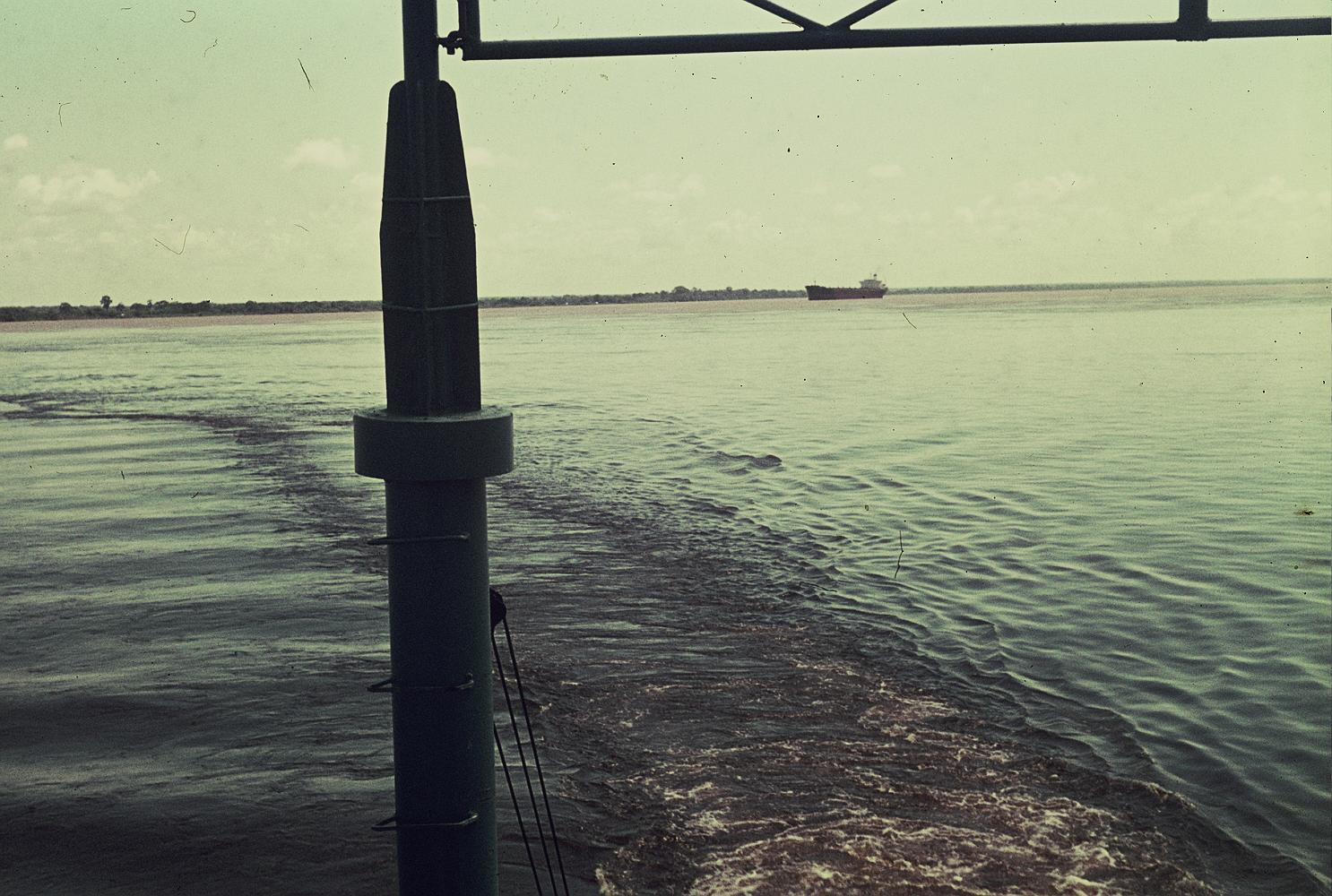
Confluencia del Caroní en el Orinoco, cuyas aguas se distinguen por la distinta coloración, más blancas en el Orinoco (al fondo) y más oscuras en primer término (aguas del Caroní). La distinta anchura de las franjas es un efecto óptico por la distancia, siendo la del Orinoco mucho mayor.

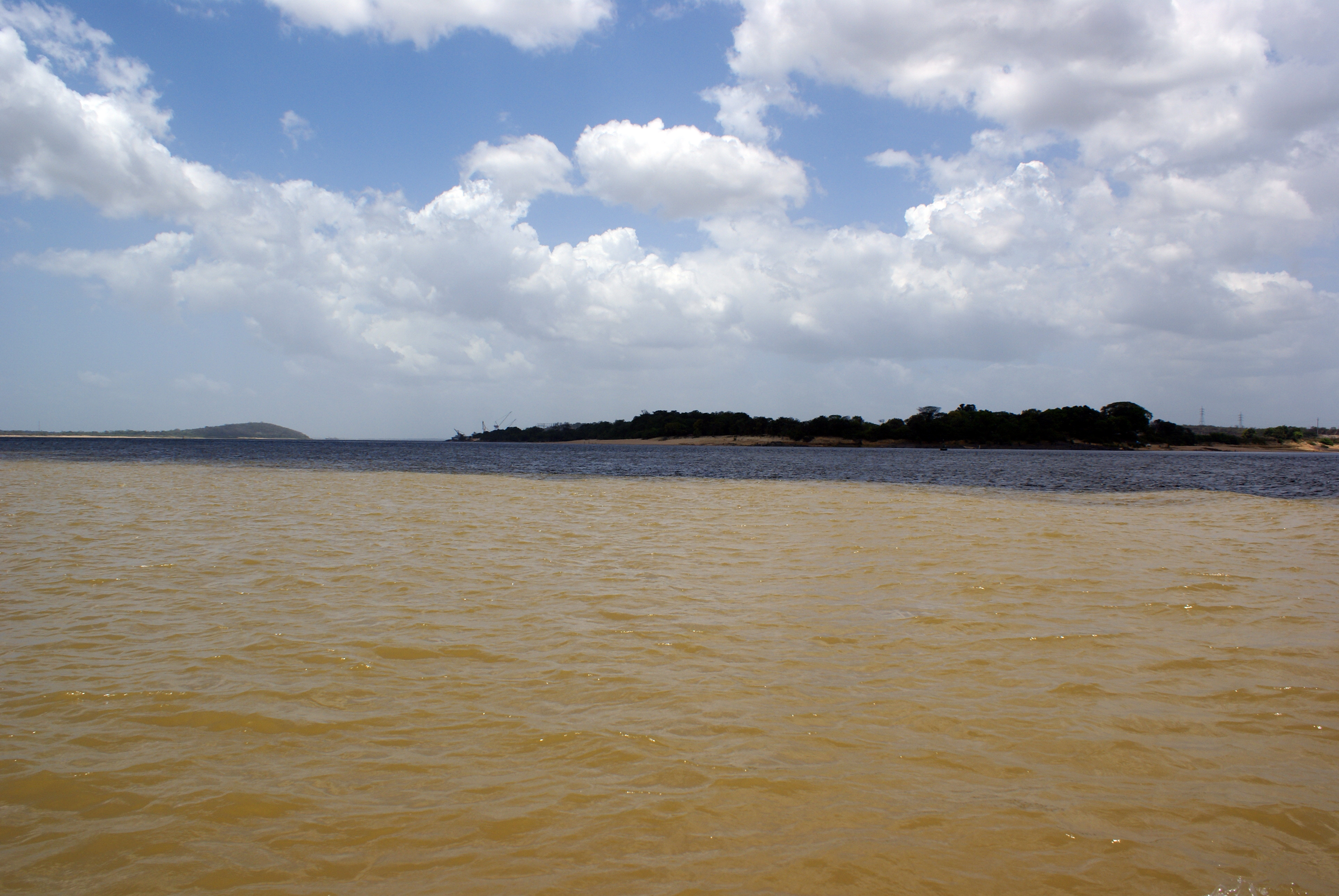
Unión de las aguas del Orinoco con el Caroní, al fondo. Pueden verse las dos franjas por la distinta coloración de los dos ríos.

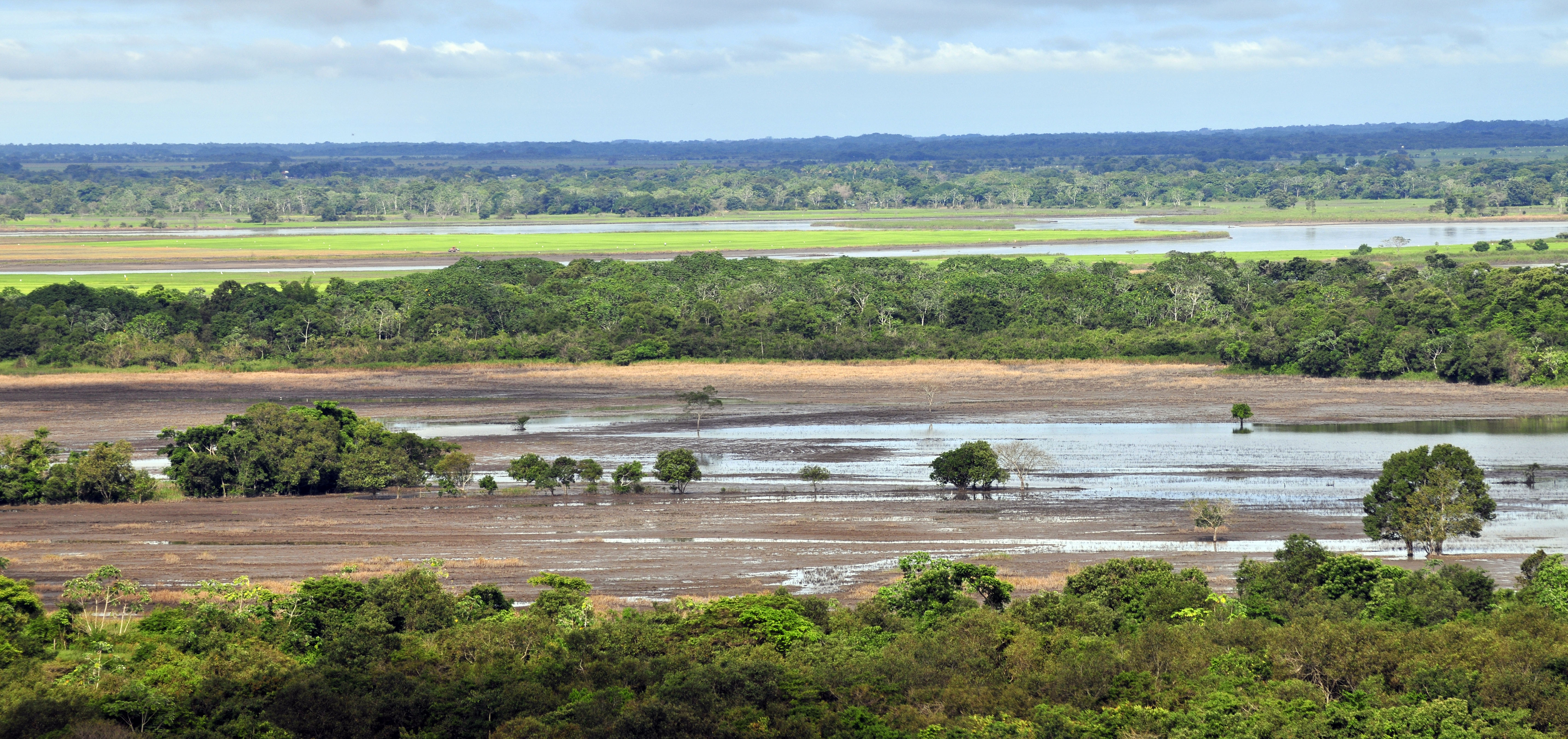
Imagen de los Llanos colombianos.

El Orinoco, con sus afluentes, constituye una extensa red hidrográfica con ríos muy caudalosos y de longitud considerable. De toda su cuenca, el afluente de mayor longitud es el Guaviare, más largo (unos 1550 km) que el propio Orinoco en el punto de su confluencia, mientras que el más caudaloso es el Caroní. Muchos de sus afluentes son ríos navegables, especialmente, los de la margen izquierda, que proceden de los Llanos, tanto colombianos como venezolanos, mientras que los ríos guayaneses (afluentes por la margen derecha) son más caudalosos pero con saltos y raudales, que los hacen muy útiles en la producción de energía hidroeléctrica, pero sin aprovechamiento como vías de navegación, si exceptuamos algunos tramos muy breves. Presenta numerosas islas, tanto rocosas (relieves de erosión) como sedimentarias (arenas y otros sedimentos), así como muchos caños o brazos, meandros abandonados y lagos en herradura.
Los principales afluentes por la margen derecha son el Manaviche, Ocamo, Padamo (con su afluente el Matacuni por su margen izquierda), el Cunucunuma, el Ventuari (río muy caudaloso, con su afluente el Manapiare, por la derecha), el Sipapo (con sus afluentes el Autana y el Cuao, ambos por la derecha), el Samariapo, el Parguaza (con varios afluentes con un curioso drenaje en bayoneta), el Suapure, el río Cuchivero (con su afluente el Guaniamo, por la margen izquierda, río donde se ha venido explotando el oro desde hace mucho tiempo), el Caura (con su afluente Erebato por su margen izquierda), río muy caudaloso y con uno de los saltos más notables de la Guayana (no tanto por su altura sino por el caudal), el salto Pará, el Aro y, por último, el Caroní con su afluente el Paragua, represados ambos ríos en el Cañón de Necoima o Necuima, en una presa con fines hidroeléctricos de más de 200 m de altura que origina un embalse, el lago de Guri, con más de 4000 km² de superficie y una producción de unos 10 millones de kW/hora, lo cual lo define como uno de los ríos más valiosos y productivos del mundo: hasta los momentos, la producción de la central hidroeléctrica de Guri solo es superada por la central hidroeléctrica de Itaipú, en el río Paraná. En la cuenca del río Cuao se encuentra (si exceptuamos las lagunas alargadas o en herradura que forman algunos meandros abandonados) la única laguna de la cuenca: la laguna del rey Leopoldo, llamada así porque se descubrió durante una expedición patrocinada por el rey Leopoldo III de Bélgica hace algo más de 50 años (actualmente es muy fácil observarla a través de programas con imágenes de satélite, generalmente de acceso gratuito en Internet). Esta laguna tiene unos 400 m de longitud por 270 de anchura, aproximadamente. Es la única laguna existente en la Guayana venezolana, lo que confirma el carácter irregular del relieve de dicha región natural, poco favorable para ellas, y que contradice también el mito del siglo XVI, de la existencia de un enorme lago (el lago de Parima) del cual nacían, supuestamente, los ríos Orinoco y Amazonas, con casi todos sus afluentes.
Por la margen izquierda se puede citar al Mavaca, el caso único en el mundo del Casiquiare (que no es un afluente sino, por el contrario, un efluente, es decir, una derivación del Orinoco que drena sus aguas hacia la cuenca del Amazonas a través del río Negro), el Atabapo, los cuatro ríos que proceden del territorio colombiano, que son el Guaviare (con su afluente el Inírida), el Vichada, el Tomo y el Meta. Y de nuevo en territorio venezolano, los ríos apureños al norte del Meta: el Cinaruco, Capanaparo, Arauca y Apure, este último con numerosos afluentes por su margen izquierda reunidos en dos grandes ríos, el Portuguesa y el Guárico. Y algunos ríos también llaneros de menor importancia y caudal, como el Manapire, Iguana, Zuata y Pao. Por último, al caño Mánamo van a desembocar, ya en el delta del Orinoco, el Tigre con su afluente por su margen derecha, el Morichal Largo, y el Guanipa con su afluente por su margen izquierda, el Amana.
Cada uno de los afluentes nombrados del río Orinoco merecería un estudio más detallado. Asimismo, algunos problemas escasamente investigados, como la diferente coloración de las aguas de dichos afluentes tal como se ve en la imagen, el fenómeno de la falta de nubosidad durante las mañanas en los ríos más caudalosos (fenómeno que está someramente explicado en los artículos sobre la Guayana venezolana, en el del río Amazonas, y, sobre todo, en el artículo sobre la diatermancia), la gran extensión de dunas o médanos en el estado Apure, la cual está ubicada entre los ríos Cinaruco, Capanaparo, Arauca y el propio Apure, la comparación del caudal entre los distintos afluentes y entre el Guaviare y el propio Orinoco y otros, son también temas que merecen tratamiento aparte, algo más detallado que el que se incluye más adelante en el estudio documental de la cuenca del gran río colombo-venezolano.

### Vegetación

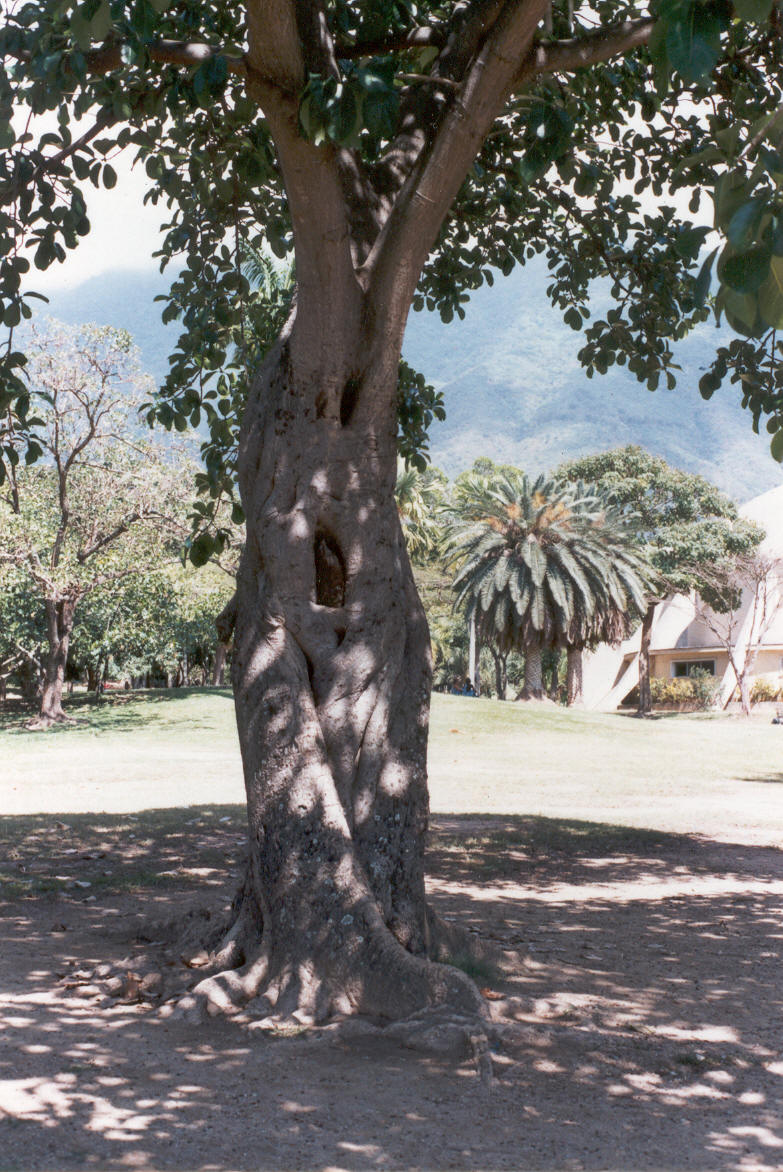
Matapalo o higuerote mostrando en una abertura parte del tronco del árbol sobre el cual se apoyó. Parque del Este, Caracas, Venezuela.

En la parte guayanesa de la cuenca del Orinoco predominan las selvas ecuatoriales, caracterizadas por la existencia de varios niveles de árboles de muy variadas especies, consecuencia de una elevada competencia por conseguir una dotación suficiente de rayos solares.
Esta lucha por la luz solar está ejemplificada por la presencia de matapalos, árboles que tienen originalmente un tallo rastrero que usan para apoyarse en torno a un árbol de gran tamaño con el fin de alcanzar la luz solar. Cuando llegan a superar el techo vegetal y se incrementa la función de la fotosíntesis comienzan a crecer estrangulando al árbol sobre el que se habían apoyado (además de que le obstruyen la luz solar). Los matapalos más frecuentes pertenecen al género Ficus, como es el caso del caucho natural. La nota peculiar de estas selvas es la extraordinaria variedad de la vegetación: muchísimas especies vegetales por hectárea, pero pocos ejemplares de cada una en esa superficie. La otra nota distintiva es la enorme producción anual de biomasa: unas 500 t/año/ha, contra unas 300 en los bosques de coníferas de la zona de taiga en el hemisferio norte, en las condiciones más favorables. Y es esa extraordinaria diversidad lo que la hace el tipo de vegetación más útil que existe, especialmente por sus posibilidades y por la producción de oxígeno, aunque dicha diversidad presenta una limitación en lo que se refiere a su explotación comercial.
Las selvas de la zona intertropical constituyen el mayor pulmón vegetal del planeta ya que todos los vegetales necesitan absorber una enorme cantidad de agua y CO2 para producir, a través de la fotosíntesis, los hidratos de carbono (o carbohidratos) que necesitan para su crecimiento, pero dejan también una enorme cantidad de oxígeno libre que usan los animales para su respiración. A muy largo plazo, el balance entre producción y consumo tanto de oxígeno como de CO2 tiende a mantenerse equilibrado, de acuerdo con el principio de Lavoisier que se refiere a que la materia no se crea ni se destruye, sino que solamente se transforma. Pero durante millones de años (desde la Era Primaria, cuando aparecieron las primeras especies vegetales en nuestro planeta) se ha ido acumulando una enorme cantidad de biomasa sobre la superficie terrestre (y también en el subsuelo en forma de hidrocarburos), en la que suele existir una estrecha correspondencia entre producción y consumo que fluctúa a través del tiempo en un proceso de equilibrio. Ello significa que, en su conjunto, el balance entre producción y consumo, tanto de oxígeno como de anhídrido carbónico, sigue un eterno proceso de retroalimentación que es el responsable de alcanzar en un momento dado, una situación de clímax, concepto que necesitará, con el tiempo, ser revisado. No debemos olvidar que, en la naturaleza, el número de productores (vegetales) es mucho mayor que el de consumidores (animales).

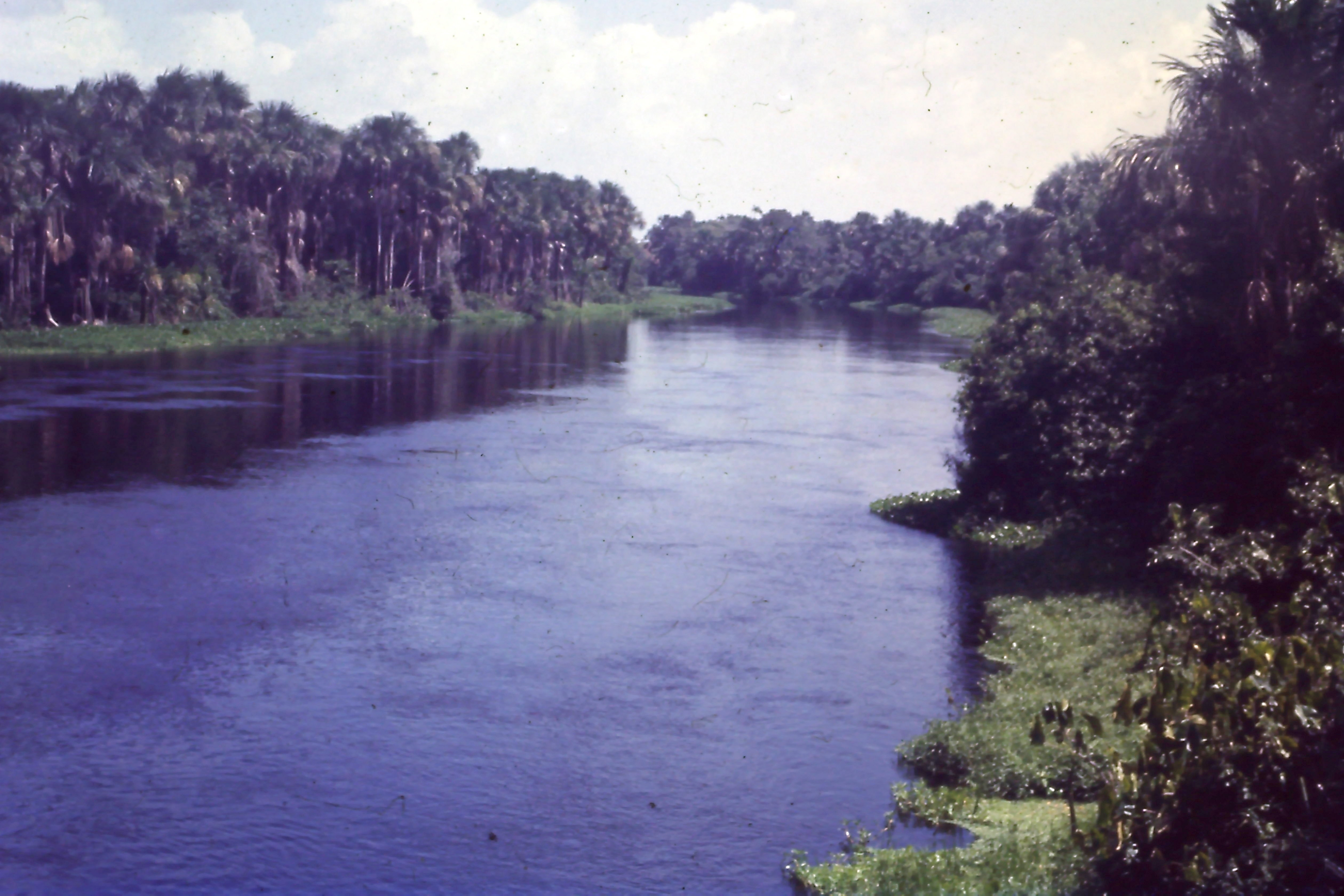
El río Morichal Largo, afluente del Orinoco por su margen izquierda (a través del caño Mánamo) es un típico río de aguas negras y, como su nombre indica, de morichal, por el predominio de la palmera moriche (Mauritia flexuosa) que forma en sus riberas una vegetación de selva de galería muy espesa, aunque de escasa anchura.

Desde luego, esto no significa que se pueda seguir expoliando el medio geográfico (suelos, vegetación, fauna, producción de contaminantes) sin restricciones hasta llegar a situaciones irreversibles. Por otra parte, hay que tener en cuenta que los problemas ecológicos varían mucho a escala local o regional: lo que puede ser una situación de equilibrio a escala global no significa que no existan problemas en otras escalas. Lo que hay que tener en cuenta es que la capacidad de regeneración y de restauración del equilibrio perdido en la vegetación de la zona intertropical, por una parte, es mucho mayor de lo que la gente (incluyendo los científicos) supone y, por otra parte que, en forma paralela a los procesos de desertificación por el mal manejo del medio ambiente y por el agotamiento de muchos recursos naturales, existe un avance continuado en el aprovechamiento y rescate para la reforestación y para el cultivo de zonas antes incultas e improductivas que ha dado origen a una superproducción en muchos órdenes en lo que se refiere a los alimentos, en especial, en la zona intertropical.
Por otra parte, el uso de la enorme cantidad de especies vegetales para la obtención de productos medicinales tiene una enorme potencialidad, que solo se irá ampliando en la medida que se vaya conociendo mejor. La bebida conocida como Amargo de Angostura, por ejemplo, constituye un ejemplo del desarrollo de un tónico desarrollado en Angostura del Orinoco (ahora Ciudad Bolívar) que resultó muy útil desde el siglo XIX ya que, aunque con una composición creada por Johann Gottlieb Benjamin Siegert, y que siempre se guardó en el mayor secreto hasta nuestros días, se sabe que contenía entre sus ingredientes quina (de ahí el sabor amargo) y sarrapia, vegetales cuyos principios medicinales están perfectamente comprobados desde hace más de tres siglos.
Además de la vegetación de selva ecuatorial, en la parte de los Llanos, que comparten Venezuela y Colombia, predominan las sabanas, praderas de pastos estacionales, con selvas de galería, matas (pequeñas agrupaciones aisladas de árboles) y esteros con palmeras (palma llanera, especialmente), etc.

### Fauna
La fauna de la cuenca del Orinoco es muy rica en especies, principalmente en cuanto a aves se refiere. Los Llanos del Orinoco constituyen una de las zonas más ricas del mundo en este sentido y, literalmente, como se señala en libros con excelentes fotografías y en folletos turísticos, Venezuela y Colombia son un paraíso de aves: garzas, corocoros, flamencos, ocas del Orinoco, loros, numerosas especies de colibríes, incluyendo algunas endémicas como el colibrí del Duida (Campylopterus duidae), guacamayas y tucanes, aves de presa y muchas otras especies son muy abundantes en los Llanos.
El Orinoco y sus afluentes también tienen una gran variedad de especies acuáticas, como el delfín del Orinoco (Inia geoffrensis humboldtiana) (que en el lenguaje popular recibe el nombre de "tonina"), el manatí o sirena del Orinoco, el perro de agua y otros mamíferos. En los ríos llaneros se esconde el temblador o gimnoto eléctrico, especie estudiada por Humboldt y, posteriormente (siguiendo sugerencia del propio Humboldt), por Carl Sachs ()
Entre los reptiles están la anaconda, la tortuga con dos variedades típicas de la Guayana, la arrau y la matamata (Chelidae fimbriatus), esta última de un aspecto sumamente extraño, tal como la presentó en una fotografía Volkmar Vareschi en su obra de 1959, los cocodrilos, en particular el caimán del Orinoco (Crocodylus intermedius) con tallas que oscilan entre 5 y 7 m, actualmente se considera amenazado de extinción, así como las babas (Caiman crocodylus) que son similares a los cocodrilos, pero de menor tamaño.
Entre los anfibios se pueden citar a las ranas, entre ellas algunas especies diminutas endémicas que viven en los tepuyes, y otras especies.
También existen más de 300 especies de peces identificadas en el río Orinoco y sus afluentes, muchas de gran interés económico, como el valentón o lau-lau (que es una especie de bagre que alcanza más de dos metros de longitud y es de carne muy apreciada), la curvinata, la palometa, la zapoara, la cachama, el Caribe o piraña del Orinoco (Pigocentrus cariba) y muchas otras especies, algunas de las cuales se están criando en lagunas o en los propios ríos. La pesca fluvial sobrepasó las 37.000 t en 1994 en el territorio venezolano de la cuenca del Orinoco, de las cuales más de 15.000 t procedían del Estado Apure, sin incluir las capturas realizadas en el Estado Delta Amacuro, porque parte de las mismas se obtienen en el océano Atlántico o en el propio delta pero con peces de origen marino, que entran en los innumerables caños durante el fenómeno del macareo. Los animales acuáticos son más abundantes en el propio Orinoco y en los afluentes de la margen izquierda que en los afluentes guayaneses del gran río (es decir, los afluentes de la margen derecha).
Entre los mamíferos terrestres se pueden citar a los monos aulladores (araguatos), que abundan en las llamadas matas y selvas de galería de los Llanos (áreas de selva en los lugares más húmedos de la sabana). La danta o tapir, el oso hormiguero, la pereza (o perezoso), que se alimenta en los árboles conocidos como yagrumos y ceibas, el chigüire (el roedor de mayor tamaño del mundo, que en Brasil recibe el nombre de capibara) y muchas otras especies que también abundan en la cuenca del Orinoco.

### Suelos
Los suelos en casi toda la cuenca del Orinoco son bastante pobres, sobre todo en la parte guayanesa de la cuenca, que es donde predominan las superficies rocosas y arenosas. Son suelos muy ácidos, como corresponde al clima intertropical y a la absorción del anhídrido carbónico procedente de la descomposición de la materia vegetal por parte de las aguas de lluvia, las cuales transforman el CO2 en ácido carbónico, que se acumula en el suelo. Sin embargo, la vegetación es muy variada, sobre todo en la Guayana venezolana, lo cual equivale a decir que los suelos en la cuenca del Orinoco no tienen tanta relevancia en la determinación de los cultivos o de la vegetación natural, salvo algunas excepciones, ya que otros elementos del medio ambiente, como la temperatura y la pluviosidad, tienen mucha mayor importancia.

### Recursos naturales
Los recursos naturales son sumamente variados, como corresponde a una región extensa que contiene áreas cubiertas por las tres grandes formas del relieve terrestre (mesetas y escudos, llanuras sedimentarias y cordilleras de formación reciente). A continuación se indican algunos ejemplos de recursos naturales presentes en la cuenca del Orinoco y que son, por lo general, autóctonos. No es una lista exhaustiva y debería ampliarse en un artículo especial. En principio, puede leerse también los artículos relacionados que se indican al final.
- Vegetación
  - Maderas
    - Caoba (Swietenia macrophylla)
    - Mangle (Rhizophora mangle) en el delta del Orinoco
    - Mijao (Anacardium excelsum)
    - Jabillo (Hura crepitans)
    - Apamate (Tabebuia rosea)
    - Samán (Samanea saman)

  - Alimentación
    - Merey (Anacardium occidentale)
    - Palmito
    - Yuca amarga (Manihot utilissima), para la elaboración del casabe
    - Yuca dulce (Manihot aipi), para consumo directo (hervida, frita)

Al lado de estas plantas útiles, existen muchas otras endémicas cuyo origen es guayanés, como refleja el nombre científico del taparón (Couroupita guianensis) y otros.
- - Materias primas
    - Sarrapia (Dipteryx punctata)
    - Caucho (Hevea)
    - Palma de moriche (Mauritia flexuosa)
    - Aceite o árbol del aceite
- Recursos energéticos y minerales
  - Petróleo y gas (Llanos de Barinas, Guárico, Estado Anzoátegui y Monagas (Faja petrolífera del Orinoco)
  - Recursos hidroeléctricos: río Caroní: represas o embalses de Guri (Central hidroeléctrica Simón Bolívar), Macagua I y II, Caruachi, etc.
  - Mineral de hierro (Cerro Bolívar, Cerro Altamira, etc., en el Estado Bolívar)
  - Mineral de aluminio (bauxita) en Los Pijiguaos (Estado Bolívar)
  - Oro en Las Claritas, Icabarú, La Paragua, El Callao y muchas otras partes del estado Bolívar.
  - Diamantes en Icabarú, La Paragua y otras partes del estado Bolívar (y también del estado Amazonas)
  - Jaspe (en la quebrada del Jaspe, en la Gran Sabana y en otras partes)
  - Caolín, en la parte septentrional de la Gran Sabana.

### Ecología
La ecología de la cuenca del Orinoco ha sido ampliamente estudiada y se han discutido considerablemente muchos temas que podrían considerarse como polémicos, tales como:
- Si existe o no una fauna propia de los tepuyes o, por el contrario, la presencia de especies que existen solo en algunos de esos tepuyes se debe al aislamiento y a la evolución de otras especies que también se encuentran en otras zonas altitudinales. Es la idea que le dio nombre a un trabajo de investigación (Islas en el tiempo) expuesto en un libro de la National Geographic Magazine, así como en el libro de Uwe George, en alemán, con el mismo título.[17]
- Los fenómenos cársticos en mesetas de arenisca (formación de simas y sumideros), como las simas de Sarisariñama.
- La capacidad de recuperación de la selva ecuatorial, mucho mayor de lo que se pensaba antes.
- Los efectos de la minería (oro y diamantes) en las cuencas del Caroní, el Paragua, el Icabarú y el Guaniamo por el lavado de grandes áreas y la contaminación con mercurio.

Con relación a los temas ecológicos podrían citarse numerosas obras, por ejemplo, las de Ewel y Madriz (1968), acerca de las zonas de vida en Venezuela; la de la Fundación de educación ambiental (1983), sobre los amplios Parques nacionales venezolanos; la de González, V.C. (1987), sobre la palma moriche (Mauritia flexuosa), tan útil en la cultura indígena; la de Weibezahn, Álvarez y Lewis, editores (1991), que estudia integralmente a la cuenca del Orinoco como un ecosistema y el ensayo de Maraven (1985), acerca del deterioro ambiental en Venezuela. Sin embargo conviene señalar aquí, que la visión tan negativa acerca de la ecología y sobre el impacto de los seres humanos en el paisaje que se describe en alguno de los trabajos de Maraven, debería ser matizada en el caso de Venezuela, donde se ha destinado una gran parte de la superficie del país al establecimiento de parques nacionales y de otras Áreas Bajo Régimen de Administración Especial (ABRAE). Cuando se vuela en avión sobre los Llanos, pueden identificarse los pueblos y ciudades como verdaderos oasis de vegetación en medio de la sabana donde pastan millones de cabezas de ganado, y centros urbanos que permanecen desde hace siglos casi completamente cubiertos por una capa de árboles sembrados por sus habitantes a partir del momento de su fundación, que constituyen los centros de una transformación del espacio que, en su mayor parte ha sido, y sigue siendo, muy positiva.

### Parques naturales
- Parque nacional natural El Tuparro en Colombia.
- Parque nacional natural Serranía de la Macarena en Colombia.
- Parque nacional natural Tinigua en Colombia
- Parque nacional natural Sumapaz (Ladera Suroriental)
- La Gran Sabana
- Canaima
- Parque nacional Santos Luzardo (Estado Apure). Extensa zona de médanos o dunas, que ocupa buena parte del Estado Apure.

## Historia del Orinoco

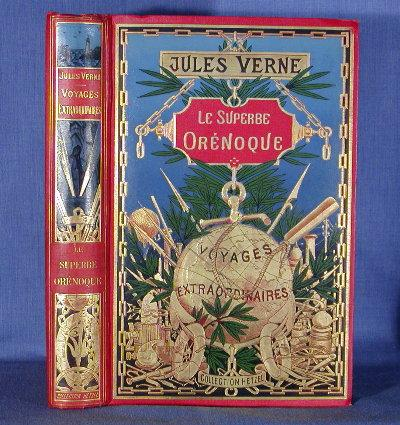
Portada de la obra El soberbio Orinoco (versión francesa) de Julio Verne.

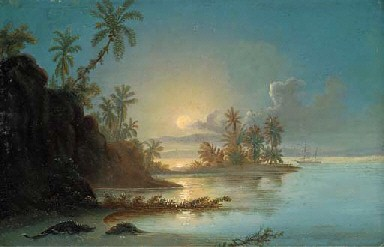
Atardecer en el Orinoco, cuadro de Ferdinand Bellermann de 1843

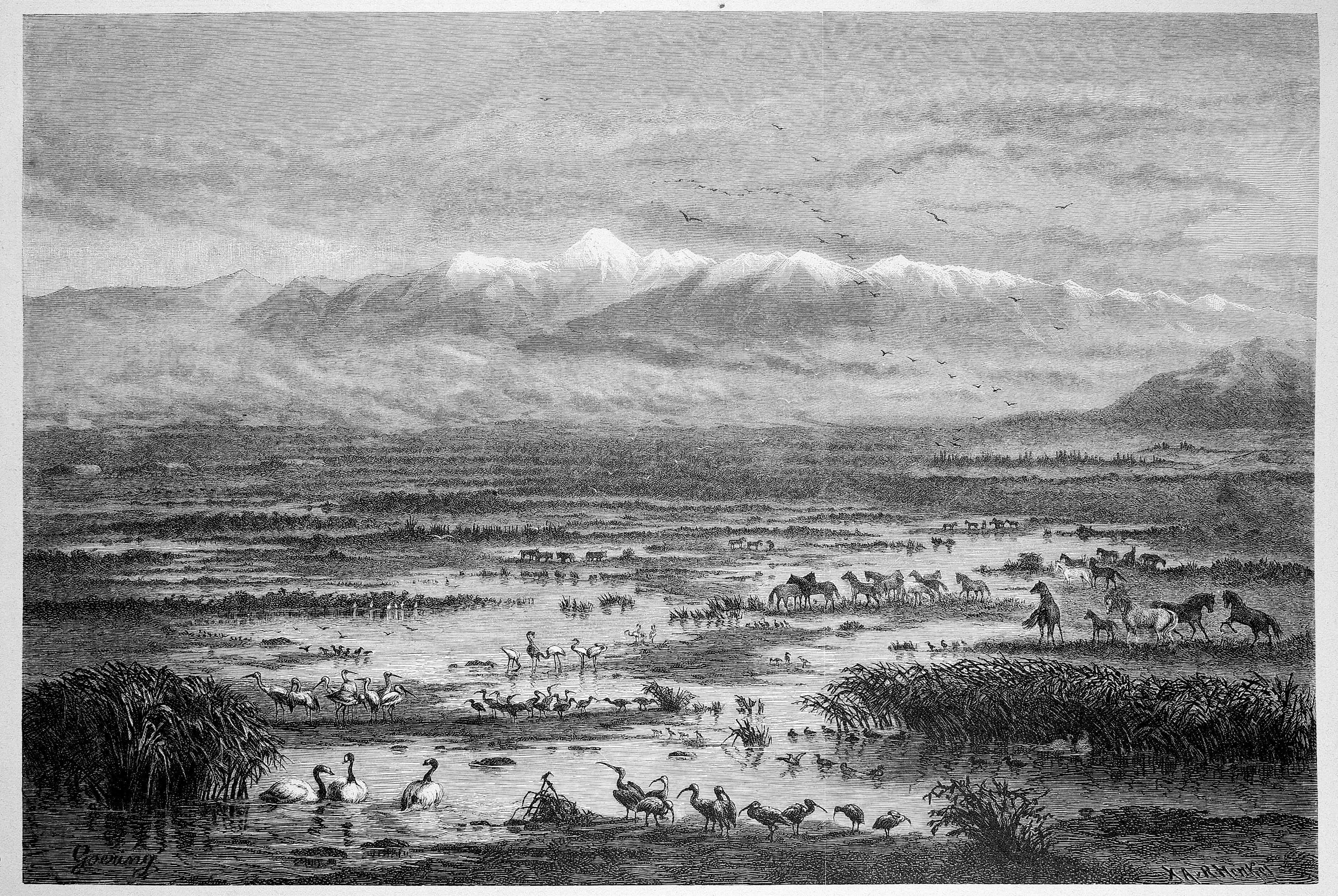
Cuadro de Anton Goering mostrando los Llanos colombo-venezolanos y las cumbres nevadas de los Andes. Se trata de un paisaje - síntesis, en el que se distorsiona la escala para mostrar las formas del relieve, la flora, la fauna, la hidrografía y otros aspectos. Para entender esta idea basta con señalar que el paisaje del cuadro representa una distancia de los Llanos hasta la cordillera oriental de los Andes (en Colombia) de más de 1000 km.

El primer gran río descubierto por los españoles en tierras continentales americanas fue el Orinoco, cuyo enorme caudal hizo que bautizaran al mar en su desembocadura como Mar Dulce, en el tercer viaje de Cristóbal Colón al Nuevo Mundo (1498). La exploración de su cuenca comenzó desde entonces y solo llegó a completarse a mediados del siglo XX, cuando la expedición francovenezolana descubrió las fuentes del caudaloso río el 27 de diciembre de 1951, con lo que se cerró un ciclo de exploraciones de más de cuatro siglos y medio. Este período de más de cinco siglos contados hasta la actualidad se encuentra extraordinariamente documentado con escritos de una gran heterogeneidad en cuanto a su calidad, pero que fueron analizados, interpretados y valorados en multitud de ensayos, muchos de los cuales podrían servir para desarrollar progresivamente temas más específicos, con el fin de lograr un conocimiento bastante completo del tema, que es, como veremos, sumamente amplio. Cristóbal Colón y Vicente Yáñez Pinzón a finales del siglo XV; Diego de Ordaz, el pirata Sir Walter Raleigh y Antonio de Berrío en el siglo XVI; misioneros en los siglos XVII y XVIII, entre los que hay que citar a los capuchinos catalanes y a los jesuitas José Gumilla, autor de la famosa obra El Orinoco ilustrado y defendido, y Manuel Román, a quien podríamos considerar como descubridor de la comunicación entre el Orinoco y el Amazonas a través del río Casiquiare (1744); explorado por Alexander von Humboldt en el 1800.
Un excelente trabajo que resume la evolución histórica del conocimiento del Orinoco es el de Pablo Vila ().

### Los viajeros alemanes delsigloXIX
El viaje científico realizado por Humboldt y Bonpland a la zona intertropical americana iniciado en Cumaná a fines de 1799 y en Caracas a comienzos de 1800 dio inicio a una larga lista de científicos y artistas europeos, especialmente alemanes que visitaron principalmente a Venezuela y que han dejado una gran cantidad de obras científicas, artísticas y bibliográficas que fueron creando un fuerte vínculo cultural entre los dos países y cuyas actividades giraron en torno a la creación de la Colonia Tovar por el coronel Agustín Codazzi, fundación que contó con la llegada de inmigrantes alemanes procedentes de la Selva Negra. Entre los viajeros más famosos que llegaron a Venezuela en esos tiempos (1830-1870, aproximadamente) podemos citar a:
- Robert Hermann Schomburgk
- Ferdinand Bellermann
- Johann Wilhelm Karl Moritz
- Hermann Karsten
- Franz Engel
- Karl Ferdinand Appun
- Anton Goering
- Friedrich Gerstäcker
- Carl Sachs
- Siegfrid Passarge

La mayoría de los viajeros citados han dejado numerosas obras científicas y artísticas que se refieren temas correspondientes a la cuenca del Orinoco. Destacan algunas obras cartográficas de Schomburgk (que desafortunadamente para Venezuela, fueron usadas por el gobierno británico para apoderarse de gran parte de la Guayana, no solo venezolana, sino también holandesa); cuadros del paisaje venezolano de Ferdinand Bellermann; estudios científicos (botánicos especialmente), cuadros y descripciones geográficas de Karl Ferdinand Appun (por ejemplo: Unter den Tropen: Wanderungen durch Venezuela, am Orinoco, durch Britisch Guyana und am Amazonenstrome in den Jahren 1849-1868 (En los trópicos: caminatas a través de Venezuela, el Orinoco, en la Guayana Británica y el río Amazonas en los años 1849-1868, Jena: Constenoble, 1871); estudios botánicos importantes de Johann Wilhelm Karl Moritz; Anton Goering; Karl Sachs y hasta del geógrafo Siegfrid Passarge

### Otros viajeros
El propio Agustín Codazzi, geógrafo italiano, organizador del proceso de establecimiento de alemanes en la Colonia Tovar, remontó el Orinoco posiblemente hasta la desembocadura del río Padamo, recorrió en ambos sentidos el Casiquiare y regresó por el Orinoco, todo ello en el marco de sus viajes de exploración contratado por el gobierno venezolano. Sus estudios y observaciones científicas, con una admirable visión de futuro, están anexas a su Gran Geografía de Venezuela y su Atlas. Y en una época anterior debemos contar entre los exploradores franceses, además de Bonpland, a Boussingault y Jean Chaffanjon explorador francés obtuvo una comisión del Ministerio de Instrucción Pública de su país para realizar una misión de estudio en Venezuela en 1884. Realizó dos recorridos por el Orinoco: el primero, entre 1884 y 1885, y el segundo en 1886 cuando creyó alcanzar las fuentes del Río. Julio Verne, aunque no visitó la cuenca del Orinoco escribió una de sus famosas novelas de viajes (El soberbio Orinoco) a finales del siglo XIX, para lo cual se basó en las obras de Chaffanjon, que sí había explorado una parte importante de la cuenca del Orinoco. Multitud de científicos, artistas, exploradores, pintores, escritores, misioneros, ingenieros, a lo largo de esos 500 años, podrían considerarse como ejemplos del enorme interés que el Orinoco siempre ha despertado en todo el mundo. En la novela  El Mundo Perdido (1912), Sir Arthur Conan Doyle describe una expedición a una aislada meseta de la selva venezolana donde criaturas prehistóricas, incluyendo dinosaurios, continúan viviendo. La expedición del rey Leopoldo III de Bélgica, que navegó y exploró el Orinoco en 1952 y al término de la misma escribió el libro El Alto Orinoco en dos tiempos en el cual recoge anotaciones minuciosas y fotografías tomadas por el propio monarca. En la novela Los pasos perdidos (1953), de Alejo Carpentier, un eminente musicólogo antillano que reside en Nueva York decide emprender la búsqueda de un instrumento musical adentrándose en el sur venezolano, remontando el Orinoco. El magnífico poema de Andrés Eloy Blanco El río de las siete estrellas y el poema sinfónico homónimo de Evencio Castellanos hacen referencia al Orinoco y a las 7 estrellas de la bandera venezolana en ese entonces. El caso más ejemplar es el de la compositora irlandesa Enya, con su canción Orinoco Flow de la cual también se hizo un video. Lo interesante de este video es que ilustra, a través de un barco similar al de los primeros navegantes que viajaron al Nuevo Mundo, el impacto que el conocimiento de este hermoso río causó en los primeros europeos que lo conocieron. Y también debe resaltarse en dicho video la inclusión de un colibrí, con sus rápidos aleteos (unos 70 por segundo), que constituye un notable ejemplo de la fauna típica de la zona intertropical americana.

## Estudio documental y crítico del Orinoco
En este tema se trata de desarrollar de manera objetiva algunos de los aspectos que han sido motivos de discusión en el estudio científico de la cuenca del Orinoco. Tampoco es una lista exhaustiva, sino una especie de breve introducción a cada tema:

### El Casiquiare
Este es un caso único en el mundo de comunicación natural a través de un río que conecta las cuencas de otros dos ríos muy importantes en América del Sur. No se trata de una captura fluvial sino de una especie de derrame o vertido de parte del caudal, que aprovecha la inclinación del relieve y la resistencia de las rocas graníticas por los cuales fluyen las aguas del Orinoco. Volkmar Vareschi, biólogo austríaco, estudió las verdaderas razones de la bifurcación del Orinoco y el origen de su efluente, el Casiquiare. Según Vareschi, poco antes de la bifurcación el río se estrecha al atravesar un relieve rocoso y al ensancharse después se produce un efecto de tobera (efecto Venturi) que da origen al depósito de una especie de montículo en el centro que divide la corriente en dos partes principales, siendo la de la izquierda la que da origen a la derivación del Casiquiare.

### Frontera sur de Venezuela
Tradicionalmente se consideraba como el extremo sur del territorio venezolano a las cataratas de Huá, en el caño Maturacá, pero con el desarrollo de nuevos métodos de exploración desde el espacio (satélites artificiales) y el sistema SLR (Side Looking Radar) se ha determinado que el punto más meridional del territorio queda en las cabeceras del río Arari o Castaño, afluente del Siapa que, a su vez, desemboca en el Casiquiare.

### La Piedra del Cocuy
Aunque en muchos textos venezolanos y de otros países se cita a la enorme Piedra del Cocuy como el punto trifinio donde convergen las fronteras de Colombia, Brasil y Venezuela, lo cierto es que este relieve granítico, similar a los Panes de azúcar que se encuentran en el macizo brasileño, se encuentra completamente en territorio venezolano. El verdadero punto trifinio se encuentra ubicado en una isla del río Negro (isla de San José) que queda relativamente cerca.

### El verdadero Orinoco y el Guaviare
Retomando el planteamiento que se hace en la novela de Julio Verne, El soberbio Orinoco, sobre cuál es el verdadero Orinoco a partir de la triple confluencia de este río con el Guaviare y el Atabapo, varios autores aprovecharon los 500 años del Orinoco y los actos realizados en 1998 en la sede de la Biblioteca Nacional de Venezuela, en los que se hizo una exhibición bibliográfica de más de 1500 obras referentes a la cuenca del gran río sudamericano, para señalar que el verdadero Orinoco era el Guaviare y que, por lo tanto, el Orinoco-Guaviare tendría su nacimiento en Colombia. Señalan para fundamentar esta tesis, además de la superior longitud del Guaviare (1550 km) a la del Orinoco en el punto de confluencia (940 km), el hecho de que una vista aérea de la triple confluencia nos muestra que las aguas oscuras del Orinoco casi desaparecen por completo ante el caudal supuestamente superior del Guaviare, cosa fácil de ver en las imágenes satelitales de Google Earth o de Wikimapia. Se dio la cifra de que aguas abajo de la triple confluencia, casi el 60 % del caudal procede del Guaviare y 40 % del Orinoco.
Al respecto cabe señalar lo siguiente:
- Es cierto que el Guaviare es más largo, pero no más caudaloso.
- El nombre de los ríos es una cuestión de toponimia, no de longitud ni de caudal. Ejemplos: el Misisipi es más corto pero mucho más caudaloso que su afluente el Misuri; el Miño es más corto y menos caudaloso que el Sil, su afluente. Y así sucesivamente.
- El Orinoco es mucho más profundo y de mayor pendiente en el lugar de la confluencia. Siendo de igual anchura, el Orinoco es más caudaloso. Es cierto que aguas abajo de la confluencia el predominio de las aguas del Orinoco es de color blanco por los sedimentos del Guaviare. Pero ello se debe a que el Guaviare es un río llanero de aguas blancas, divagante, con muchos meandros y cauces abandonados y tiene una profundidad escasa. Sin embargo, la gran cantidad de sedimentos que arrastra han dado origen a elevar el nivel del cauce, por lo que sus aguas en el punto de la confluencia se superponen a las del Orinoco al llegar desde un nivel ligeramente más alto.
- La confusión se ha debido en gran parte, a la distinta densidad de las aguas blancas (Guaviare, Meta y Apure) y las aguas negras (Orinoco, Ventuari, Caura, Caroní), siendo las primeras de menor densidad y mucho más densas las aguas oscuras. El motivo se debe a que las aguas aciduladas son mucho más densas, como se puede ver en una simple taza de café: el café más claro (con menor cantidad de ácidos húmicos) se queda en la superficie, mientras que después de un rato de reposo, el café del fondo es mucho más oscuro.
- Lo anterior se demuestra porque después de un trecho, sin haber recibido afluentes de importancia, las aguas del Orinoco vuelven a verse azules (de nuevo en las imágenes satelitales), tan pronto algunos pequeños raudales mezclan las aguas de distinto color mostrando el predominio de las aguas del Orinoco procedentes del escudo guayanés sobre las aguas llaneras del Guaviare o del Meta. Una imagen satelital de dicha confluencia, tomada de WikiMapia.[23] En dicha imagen puede verse nítidamente el curso divagante del Guaviare, con muchos meandros y lagos en herradura, con aguas claras por la cantidad de sedimentos (excepto en los lagos en herradura, que son aguas en reposo y por lo tanto sin sedimentos en suspensión) y el contraste del Guaviare con el Orinoco en cuanto al color de sus aguas y también con el Inírida, un afluente de aquel que le llega por el sur antes de la triple confluencia (Guaviare, Orinoco, y Atabapo, este último en el medio, procedente del sur).

### Microclima de los grandes ríos
Las imágenes de satélite de los grandes ríos de la zona intertropical nos muestran la carencia de nubes sobre el cauce mismo de estos ríos, como se puede ver en el artículo sobre el fenómeno de la diatermancia. Este es un fenómeno fácil de explicar, como también se señala en los artículos sobre el río Amazonas y otros. Lo que sucede es que el gran caudal de estos ríos genera una presencia de agua fría que mantiene el aire atmosférico sobre estos ríos, sin la humedad necesaria para que generen nubosidad. A su vez, el hecho de que las aguas de estos grandes ríos sean frías tiene una explicación muy sencilla: las aguas se calientan más lentamente que las tierras con la insolación. Como las imágenes de satélite se toman por lo general en horas de la mañana (por la menor nubosidad), que es cuando la diferencia de temperatura entre las aguas y el aire es más notoria, la mayor presión atmosférica resultante impide o limita la formación de nubes sobre las aguas fluviales.

### Caudal y régimen del Orinoco
El río Orinoco tiene un régimen monomodal. Esto significa que tiene un solo período de crecida que culmina a fines de julio y una época de aguas bajas, que culmina a comienzos de abril. Todo parece indicar que la primera crecida a comienzos de la época de lluvias, va seguida por un breve lapso de aguas momentáneamente bajas, lo cual tiene una sencilla explicación: las primeras lluvias dejan la atmósfera con una humedad relativa bastante escasa, por lo que se necesita unos días para volver a "cargarse". Es un fenómeno que puede observarse en el magnífico trabajo del antiguo Ministerio de Obras Públicas (Mediciones en ríos grandes), no solo en lo que se refiere a los aforos del propio Orinoco, sino también en los de algunos afluentes importantes, como el Ventuari, el Cuchivero, el Caura y el Caroní. Sin embargo, esta idea necesita de un mayor nivel de precisión y de verificación, por cuanto el trabajo citado, (editado en 1972) presenta unos datos válidos para un lapso demasiado breve (unos 2 años), por lo que debemos ser cuidadosos y prudentes a la hora de formular conclusiones acerca de los mismos.
En todo caso, este fenómeno, que puede constatarse en un sencillo experimento (el lento y progresivo llenado de un vaso de agua hasta que se derrama), es también aplicable a la atmósfera en la cantidad de agua en sus distintos estados físicos que puede contener. En el caso del vaso de agua, si al final lo vamos llenando gota a gota, el nivel del agua sobrepasará el borde del vaso, formando una superficie convexa de forma lenticular. Pero siempre llegará el momento en el que una sola gota hace que se derrame el agua sobrante y un poco más, quedando la superficie del agua en forma cóncava, por la propia cohesión de los líquidos, que en su salida al derramarse "succiona" algo de agua adicional del propio vaso.
El caudal considerable tanto del propio río Orinoco como de la mayor parte de sus afluentes hacen de la cuenca de este gran río, una red de ríos navegables que tiene miles de km, como puede verse en el artículo Nuestros ríos son navegables

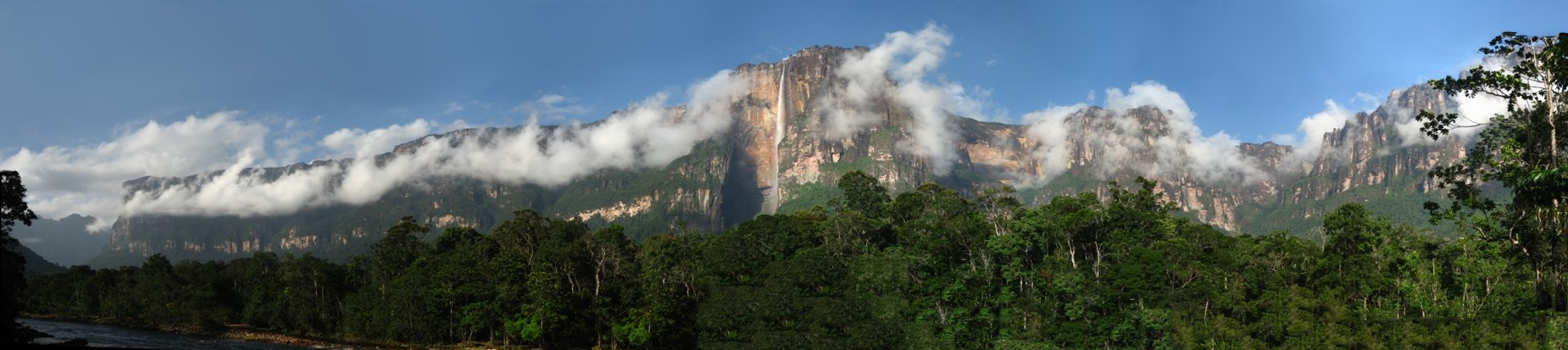
Salto Ángel, la cascada más alta del mundo, en la cuenca del Orinoco.

## Geografía humana
La cuenca del Orinoco constituye un espacio de gran diversidad cultural, resultado de procesos de poblamiento que se remontan a épocas prehispánicas. Desde entonces, ha recibido influencias de diversas regiones del continente —como las áreas caribeña, andina y amazónica—, lo que convirtió al territorio de la actual Venezuela en una encrucijada de culturas, tal como señala Pablo Vila (1960) y otros investigadores.

### Población autóctona

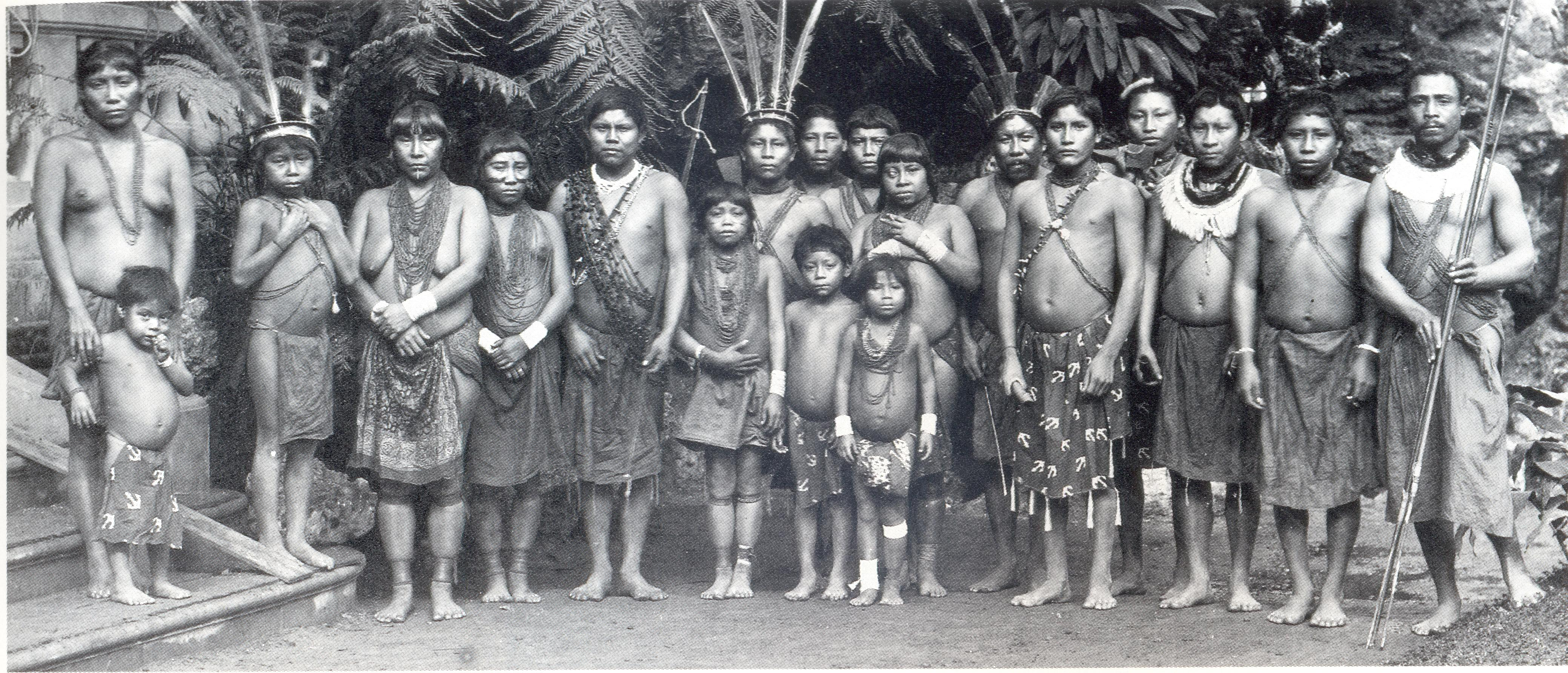
Grupo de indígenas kariña fotografiados en París en 1892, para la fototeca del Museo del Hombre. Fotografía de Roland Bonaparte.

La población indígena de la cuenca del Orinoco es reducida en términos absolutos, aunque en ciertas comunidades de los estados Apure, Amazonas, Bolívar, Anzoátegui y Delta Amacuro puede constituir la mayoría local. Se estima que actualmente no supera los 40 000 habitantes, cifra que ha disminuido por la migración hacia centros urbanos. Entre los principales grupos se encuentran:
- Waraos (o guaraos): asentados principalmente en el delta del Orinoco (estado Delta Amacuro). Tradicionalmente pescadores, agricultores, navegantes y artesanos (especialmente en cestería), cuentan con una amplia red escolar, tanto de origen misionero como estatal.
- Kariñas: localizados en el suroeste de Anzoátegui. Se caracterizan por haber incorporado actividades de la economía llanera, como la ganadería y la cría de caballos.
- Pemones: distribuidos en el macizo guayanés del estado Bolívar.
- Yanomami: ubicados en el estado Amazonas y en áreas fronterizas con Brasil. A menudo se confunde su denominación por influencia de misioneros italianos, para quienes el plural de yanomamo es yanomami. Según el misionero Luis Cocco, son cazadores, pescadores y agricultores —estas últimas actividades realizadas mayoritariamente por mujeres—, cultivando yuca y frutales.[26]

### Población llanera
A comienzos del siglo XVII, los Llanos del Orinoco estaban escasamente poblados en comparación con las regiones andinas, valles y zonas costeras. La introducción del caballo y del ganado vacuno transformó radicalmente el modo de vida local, consolidando la ganadería extensiva, la trashumancia y un rico folclore. Las construcciones rurales —hatos y haciendas— mostraban influencias arquitectónicas andaluzas. 
Los llaneros desempeñaron un papel crucial en la guerra de Independencia, especialmente durante la Campaña de los Andes, donde contingentes originados en los Llanos participaron en combates en Colombia, Ecuador, Perú y Bolivia. El antropólogo Miguel Acosta Saignes estudió la vida de los Otomacos, pueblo asentado en la confluencia de los ríos Apure y Orinoco, describiendo su economía como horticultora. No obstante, autores como Pablo Vila han señalado que también practicaban pesca, caza y recolección. El jesuita José Gumilla ya manifestaba en el siglo XVIII su preocupación por la baja densidad poblacional de la cuenca.
Un testimonio valioso sobre la vida llanera en Apure entre finales del siglo XIX y comienzos del siglo XX es la obra de Fernando Calzadilla Valdés, Por los Llanos de Apure.

### Población guayanesa
En el ámbito venezolano, la denominación «población guayanesa» se utiliza con frecuencia para referirse a los descendientes de inmigrantes trinitarios, guyaneses y de otras islas de habla inglesa que llegaron a Bolívar a partir del siglo XIX, atraídos por la explotación de las minas de oro de El Callao. Su influencia cultural es notoria, especialmente en el ámbito musical, donde destaca el calipso de El Callao, popularizado por agrupaciones como Serenata Guayanesa.

### Ciudades
La cuenca del Orinoco alberga importantes centros urbanos en Colombia y Venezuela. La ciudad más poblada es Ciudad Guayana (conformada por Puerto Ordaz, San Félix de Guayana, Matanzas y otros núcleos), con cerca de un millón de habitantes. Fundada el 2 de julio de 1961, se ha convertido en la principal metrópoli de la región de Guayana.
Ciudades importantes en la parte venezolana:
- Puerto Ayacucho
- Caicara del Orinoco
- Guasdualito
- Barinas
- Guanare
- Acarigua
- Araure
- San Fernando de Apure
- Calabozo
- San Juan de los Morros
- Valle de la Pascua
- El Tigre
- Maturín
- Ciudad Guayana
- Tucupita
- Soledad

Ciudades importantes en la parte colombiana:
- Villavicencio
- Yopal
- Arauca
- San José del Guaviare
- Inírida
- Puerto Carreño

### Sobre ecología
- EWEL, John J. y MADRIZ, Arnaldo. Zonas de vida de Venezuela. Memoria explicativa sobre el mapa ecológico. Caracas: M.A.C. (Ministerio de Agricultura y Cría), Dirección de Investigación, 1968.
- FUNDACIÓN DE EDUCACIÓN AMBIENTAL. Los Parques nacionales de Venezuela. Madrid: Incafo, 1983.
- GEORGE, Uwe. Inseln in der Zeit. Hamburg: Geo im Verlag, 1988.
- GONZÁLEZ, V. C. Los morichales de los Llanos orientales. Un enfoque ecológico. Caracas: Ediciones CORPOVEN, 1987.
- NATIONAL GEOGRAPHIC SOCIETY. Venezuela’s islands in Time. Washington: N.G.S., 1989.
- VARESCHI, Volkmar. Ecología de la vegetación tropical. Caracas: Sociedad Venezolana de Ciencias Naturales, 1992. ISBN 980-07-1270-4.
- WEIBEZAHN, Franz H.; ÁLVAREZ, Haymara; LEWIS, William M., editores. El río Orinoco como ecosistema. Caracas: Electrificación del Caroni C.A. (EDELCA), Fondo Editorial Acta Científica Venezolana, C.A. Venezolana de Navegación (CAVN), Universidad Simón Bolívar. Impresos Rubel C.A., 1990.